# 所蛍
所 蛍（ところ ほたる、2005年10月1日 - ）は、地方競馬の船橋競馬場張田京厩舎所属の騎手である。地方競馬教養センター騎手課程第104期生。勝負服は張田京調教師と相談の上、胴の柄が違うだけの同配色にしている。

## 来歴
中学3年で騎手を志す。地方競馬教養センターに入所し、2023年4月1日付けで地方競馬騎手免許を取得。同年4月10日第1回船橋競馬1日目第9競走馬い！卵はサンサンエッグC2一組条件戦レオズソーダライトで初騎乗（14頭立て5番人気12着）。同年4月12日第1回船橋競馬3日目第3競走C3選抜馬条件戦をセキテイジュウオーで優勝（12頭立て1番人気）し、6戦目で初勝利。
同年6月5日から9月3日までの予定で高知競馬場での期間限定騎乗を開始（高知での所属は別府真司厩舎）。
同年10月18日第8回浦和競馬3日目第11競走第33回埼玉新聞栄冠賞をジョエルで優勝（12頭立て4番人気）し、重賞初制覇。